# I Miss You (Björk)
I Miss You è una canzone di Björk del 1997 ed è il sesto ed ultimo singolo estratto dall'album Post.

## Classifiche
| Paese       | Posizione più alta |
| ----------- | ------------------ |
| Regno Unito | 36                 |